# Audi R8 4S
Der Audi R8 (interne Typbezeichnung 4S bzw. Baureihencode FX in der FIN) ist die zwischen 2015 und 2024 gebaute zweite Generation des Mittelmotor-Sportwagens R8 von Audi.

## Modellgeschichte
Das Fahrzeug wurde offiziell auf dem Genfer Auto-Salon 2015 der Öffentlichkeit vorgestellt. Die Auslieferung des Fahrzeugs erfolgt seit Sommer 2015 und wurde im selben Jahr mit dem Goldenen Lenkrad in der Klasse Sportwagen ausgezeichnet. Am 23. März 2016 präsentierte Audi im Rahmen der New York International Auto Show (NYIAS) die Cabrioletvariante (Spyder), die in der zweiten Jahreshälfte 2016 erschien.
Bis Oktober 2016 wurde mit dem R8 e-Tron ein batterieelektrisches Modell mit zwei Elektromotoren in Kleinserie gebaut.
Im Rahmen der Internationalen Automobil-Ausstellung (IAA) im September 2017 in Frankfurt am Main präsentierte Audi den R8 RWS (Rear Wheel Series) als ein in der Produktionszahl begrenztes Sondermodell mit Hinterradantrieb.
Am 18. Oktober 2018 wurde eine überarbeitete Variante des R8 vorgestellt.
Anlässlich des zehnjährigen Jubiläums des V10-Motors im Audi R8 wurde auf dem Genfer Auto-Salon im März 2019 das auf 222 Exemplare limitierte Sondermodell R8 V10 Decennium vorgestellt, das nur als Coupé verfügbar war.
Zum Abschluss der Baureihe präsentierte Audi im Oktober 2022 das auf 333 Exemplare limitierte Sondermodell GT RWD. Es hat Hinterradantrieb und genauso viel Leistung wie der stärkste Quattro. Als Roadster war dieses Sondermodell nicht verfügbar.
Bezüglich eines Nachfolgers des R8 wurden noch keine definitiven Aussagen seitens Audi getroffen. Audi-Sport-Chef Oliver Hoffman teilte in einem Interview im Jahr 2020 mit, dass ein R8 mit Verbrennungsmotor wichtig für den Kundensport sei. Zudem soll das Schwestermodell, der Lamborghini Huracán, weiterhin auf einen Verbrennungsmotor setzen, allerdings elektrifiziert. Die Produktion des R8 wurde im März 2024 eingestellt.

## Technik und Ausstattung
Der zweite R8 hat die gleiche Plattform wie der seit 2014 produzierte Lamborghini Huracán. Gebaut wurde der R8 im Audi-Sport-Werk im Heilbronner Industriegebiet Böllinger Höfe. Neben einer neu gestalteten Front- und Heckpartie wurde im Vergleich zum Vorgänger die Karosserie eckiger und kantiger.

### Karosserie
Das Fahrzeuggewicht konnte nach Herstellerangaben um 50 kg gesenkt und die Steifigkeit um 40 % erhöht werden. LED-Scheinwerfer hatte das Fahrzeug serienmäßig. Wahlweise konnte auch ein Laserfernlicht bestellt werden, das die Lichtreichweite des LED-Scheinwerfers im Fernlichtmodus verdoppelt. Die Variante V10 plus war serienmäßig mit einem Heckspoiler ausgerüstet.

### Antrieb
Als Motor wurde ein weiterentwickelter 5,2-Liter-V10-Mittelmotor in zwei Leistungsvarianten mit jeweils maximal 397 kW (540 PS) bzw. maximal 449 kW (610 PS) für den R8 V10 plus angeboten.
Als Neuerung hatte der Saugmotor neben einer kombinierten Saugrohr- und Direkteinspritzung auch eine Zylinderabschaltung, die bei Bedarf eine Zylinderbank ganz abschaltet. Serienmäßig wurde der R8 mit einem Stopp-Start-System ausgeliefert. Das Getriebe ist ein siebenstufiges Doppelkupplungsgetriebe (S tronic) mit Segelfunktion als technische Neuerung, ein Schaltgetriebe wurde nicht mehr angeboten.

### Innenraum
Der neu gestaltete Innenraum erhielt das virtual cockpit wie bereits in Lamborghini Huracán und Audi TT FV. Dabei wurden Kombiinstrument und Infotainmentsystem auf der Fahrerseite in einem 12,3 Zoll großen LC-Display vereint. Neben der Darstellung von Geschwindigkeit, Drehzahl und Temperaturen lassen sich in diesem Display auch andere Fahrzeugparameter, Medien- und Navigationsinformationen darstellen. Bedient wird das System über den MMI-Drehknopf in der Mittelkonsole oder das Multifunktionslenkrad. Klimaanlage, Sitz- und andere Heizungen werden über Schalter und Regler auf dem Armaturenbrett bedient.

## Facelift

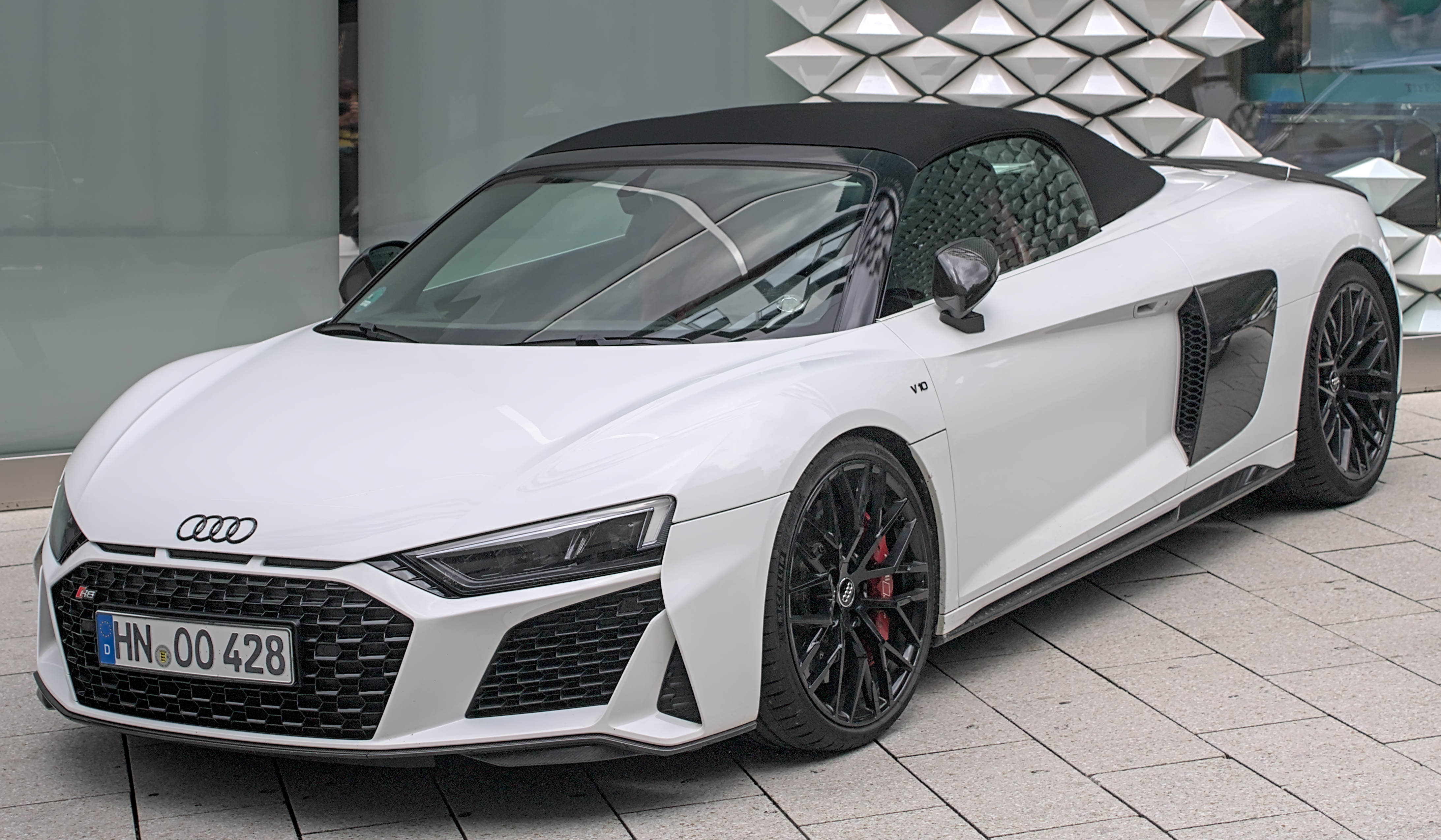
Der Audi R8 Spyder V10 performance quattro im Facelift von 2019

Ab Februar 2019 bot Audi ein Facelift des Sportwagens an. Dabei wurden optisch hauptsächlich die Stoßstangen überarbeitet. Vorne wurde der Kühlergrill weiter in die Breite gezogen und die Höhe verringert. Seitlich an den Scheinwerfern befinden sich nun Zierlufteinlässe. Zwischen Kühlergrill und Motorhaube wurden ebenfalls drei längliche Zierlufteinlässe hinzugefügt, welche an den Sport quattro erinnern sollen. Auch wurden die seitlichen Lufteinlässe der Frontschürze und der Frontsplitter verändert. An der Heckpartie änderte sich hauptsächlich, dass das Lüftungsgitter nun durchgängig ist und wie bei der ersten Generation ovale Endrohre Verwendung fanden. Mit dem Facelift kamen nun die Außenfarben „Kemoragrau“ und „Ascariblau“ ins Sortiment. Des Weiteren konnte nun ein „titan-graues“ Exterieurpaket gewählt werden.
Für den Innenraum wurden drei neue Farbkombinationen hinzugefügt:
- „Pastellsilber“ mit „felsgrauen“ Nähten
- „Palominobraun“ mit „stahlgrauen“ Nähten
- Schwarz mit „utopiablauen“ Nähten

Technisch wurde ebenfalls einiges geändert. Die Lenkung (elektromechanische Zahnstangen-Servolenkung) wurde neu abgestimmt. Optional konnte nun an der Vorderachse der 2 kg leichtere, CFK-verstärkte Stabilisator mit Aluminiumaufnahme aus der Motorsportvariante R8 LMS gewählt werden. Ebenfalls optional waren nun Schmiederäder aus Leichtmetall mit 20 Zoll Felgendurchmesser. Durch das Facelift erhöhten sich auch die Leistungs- und Drehmomentswerte beider Motorvarianten.

## Varianten

### R8 e-tron
Der bis Oktober 2016 gebaute R8 e-Tron hat zwei Elektromotoren. Diese geben eine Gesamtleistung von 340 kW (462 PS) ab und haben ein Drehmoment von 920 Nm. Das rein elektrisch angetriebene Modell hat eine Reichweite von bis zu 450 Kilometern. Zu einem Kaufpreis von 1 Million Euro wurden unter 100 Fahrzeuge produziert.

### R8 V10 RWS
Im Rahmen der IAA im September 2017 in Frankfurt am Main präsentierte Audi den R8 als Sondermodell RWS (Rear Wheel Series). Im Gegensatz zum gleich starken V10 5.2 hat der auf 999 Exemplare limitierte RWS Hinterradantrieb, wodurch das Leergewicht um 40 Kilogramm auf 1590 Kilogramm sinkt. Die Beschleunigungszeit von 0 auf 100 km/h erhöht sich um 0,2 Sekunden auf 3,7 Sekunden, die Höchstgeschwindigkeit beträgt weiterhin 320 km/h. Der R8 V10 RWS war das erste Serienfahrzeug von Audi nach dem Zweiten Weltkrieg, das über Hinterradantrieb verfügt.

### R8 V10 GT RWD
Im Oktober 2022 wurde von Audi eine weitere Variante des R8 vorgestellt. Das Audi R8 Coupé V10 GT RWD hat Hinterradantrieb. Der V10 5.2 leistet 620 PS (456 kW) und beschleunigt das Fahrzeug in 3,4 Sekunden von 0 auf 100 km/h. Das Modell war auf 333 Stück weltweit limitiert.

## Motorsport
Audi bot auch eine GT3- und eine GT4-Variante an, welche im Kundensport eingesetzt werden können.
Auf dem Goodwood Festival of Speed 2019 wurde der R8 LMS GT2 vorgestellt, der unter anderem in der für 2020 von der SRO geplanten GT2-Klasse starten sollte.

## Galerie

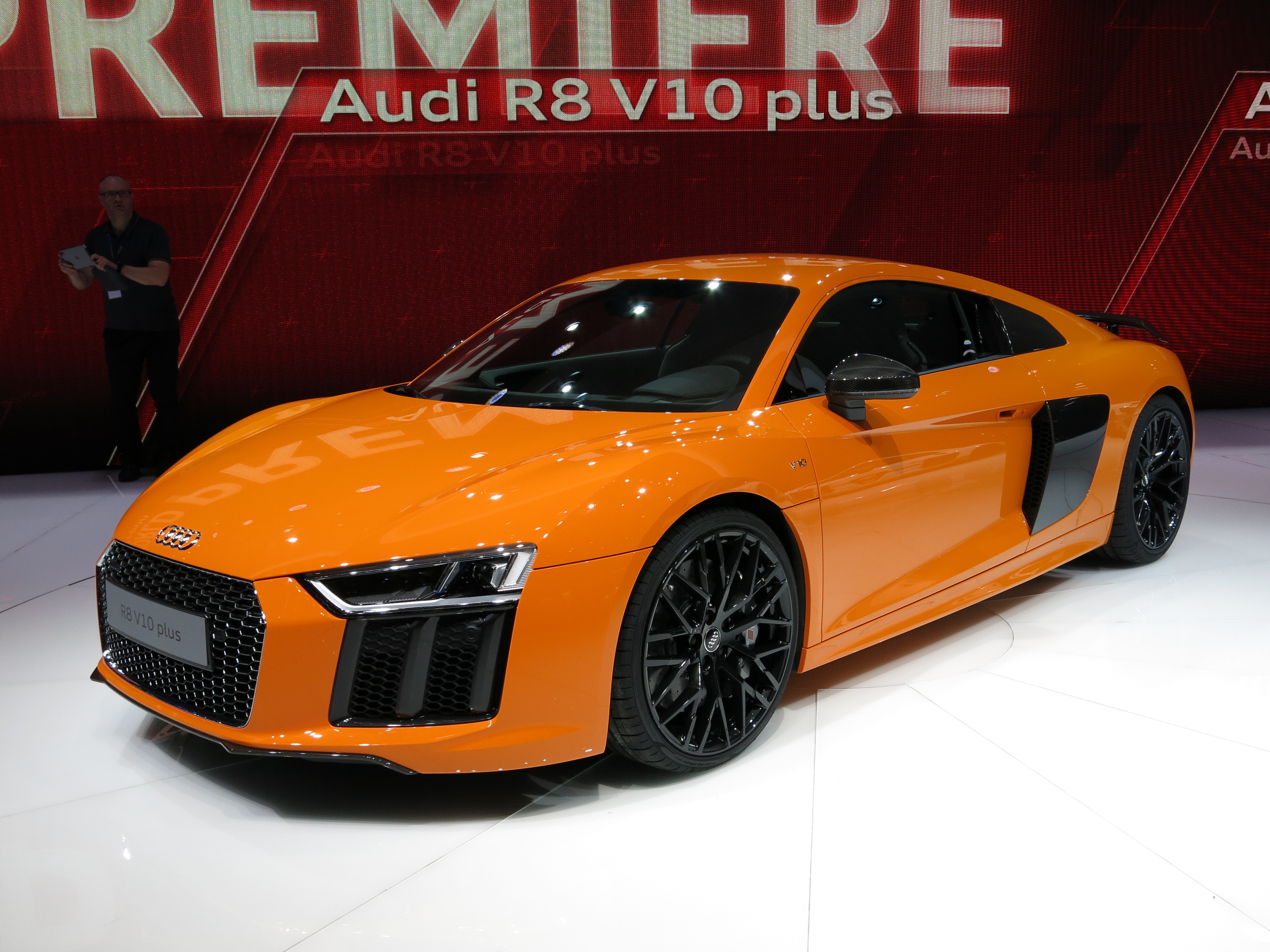
Präsentation auf dem Genfer Auto-Salon 2015
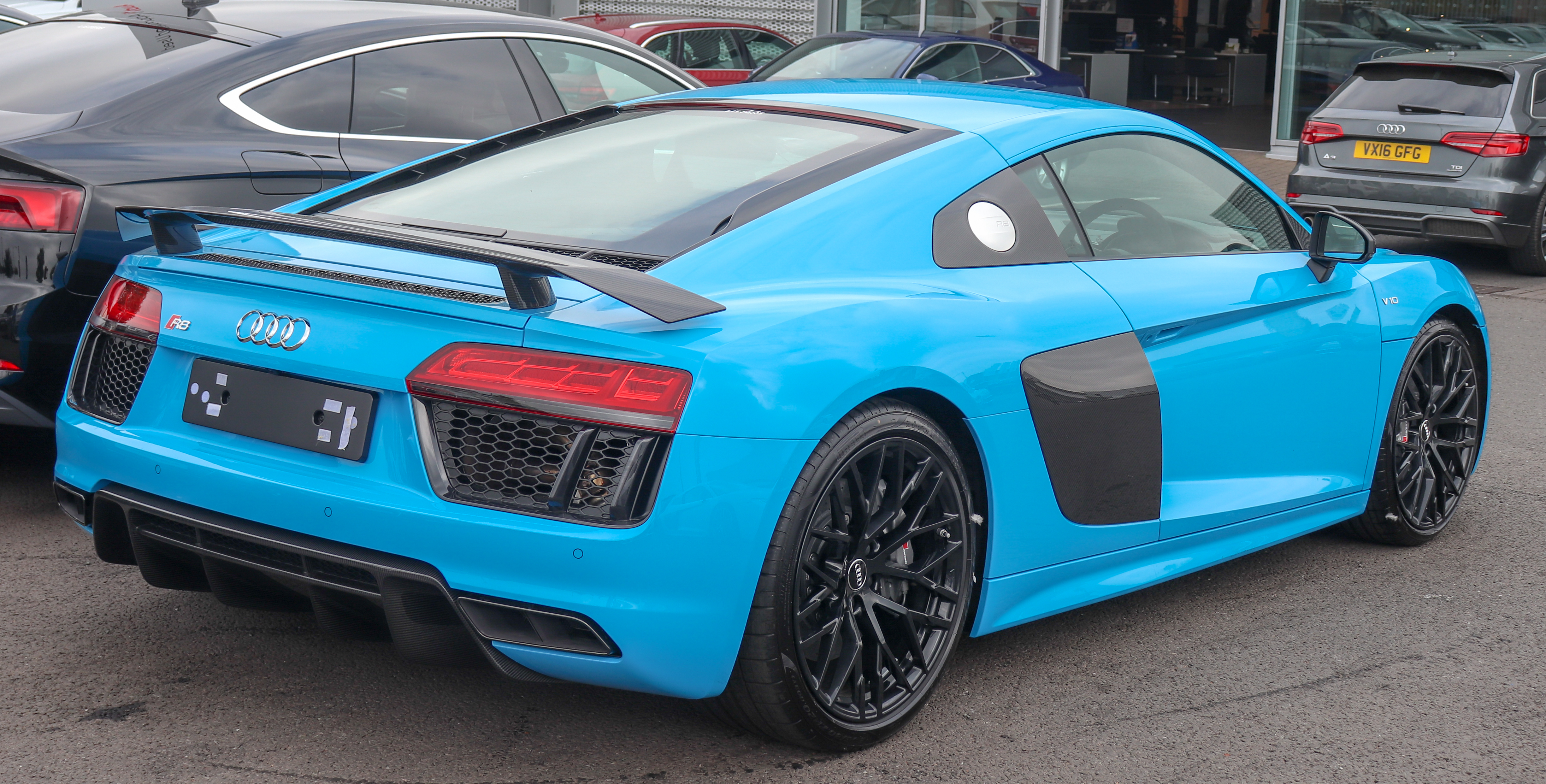
Heckansicht
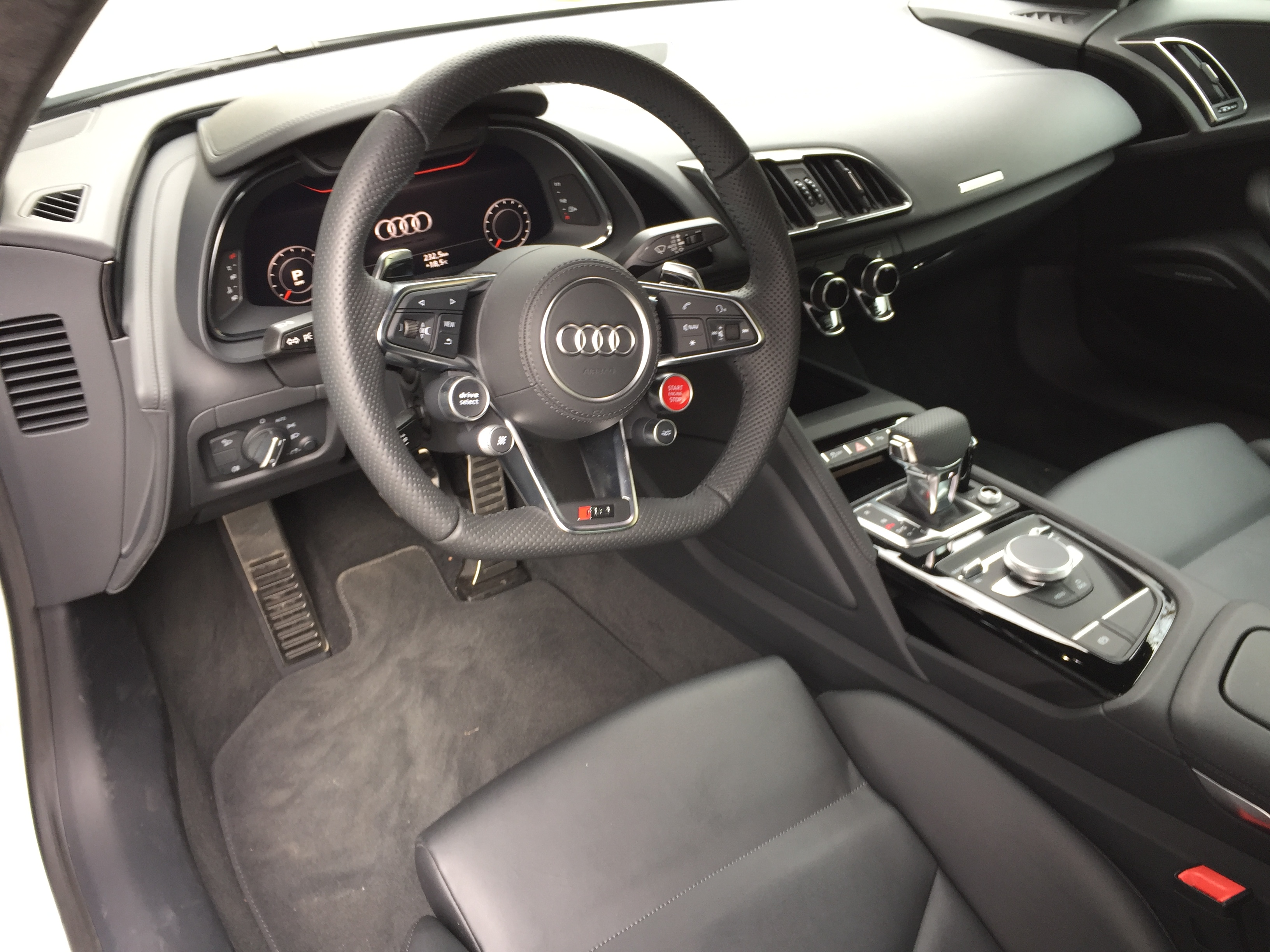
Blick in das Cockpit mit LC-Display
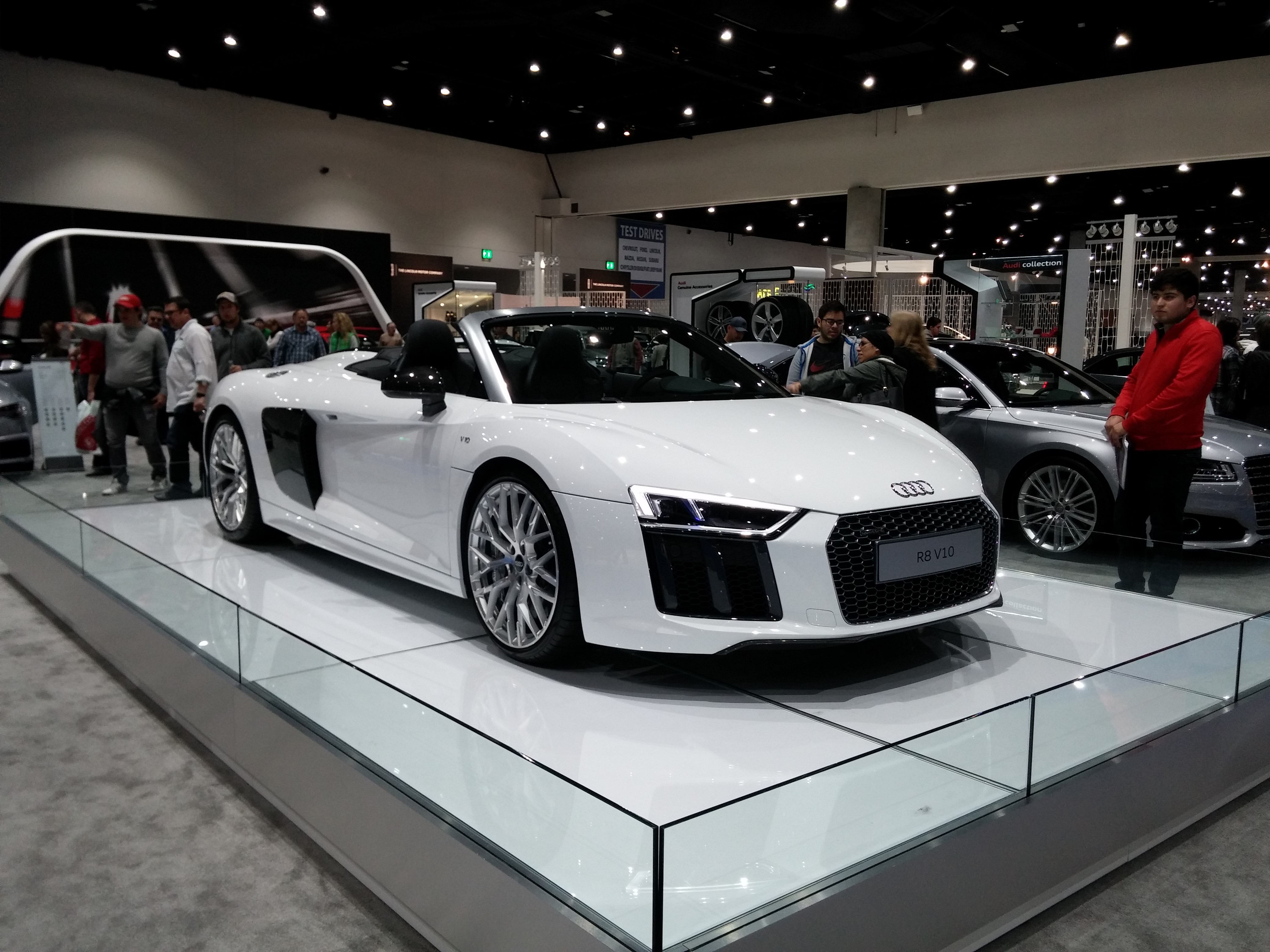
Audi R8 V10 Spyder (2016–2018)
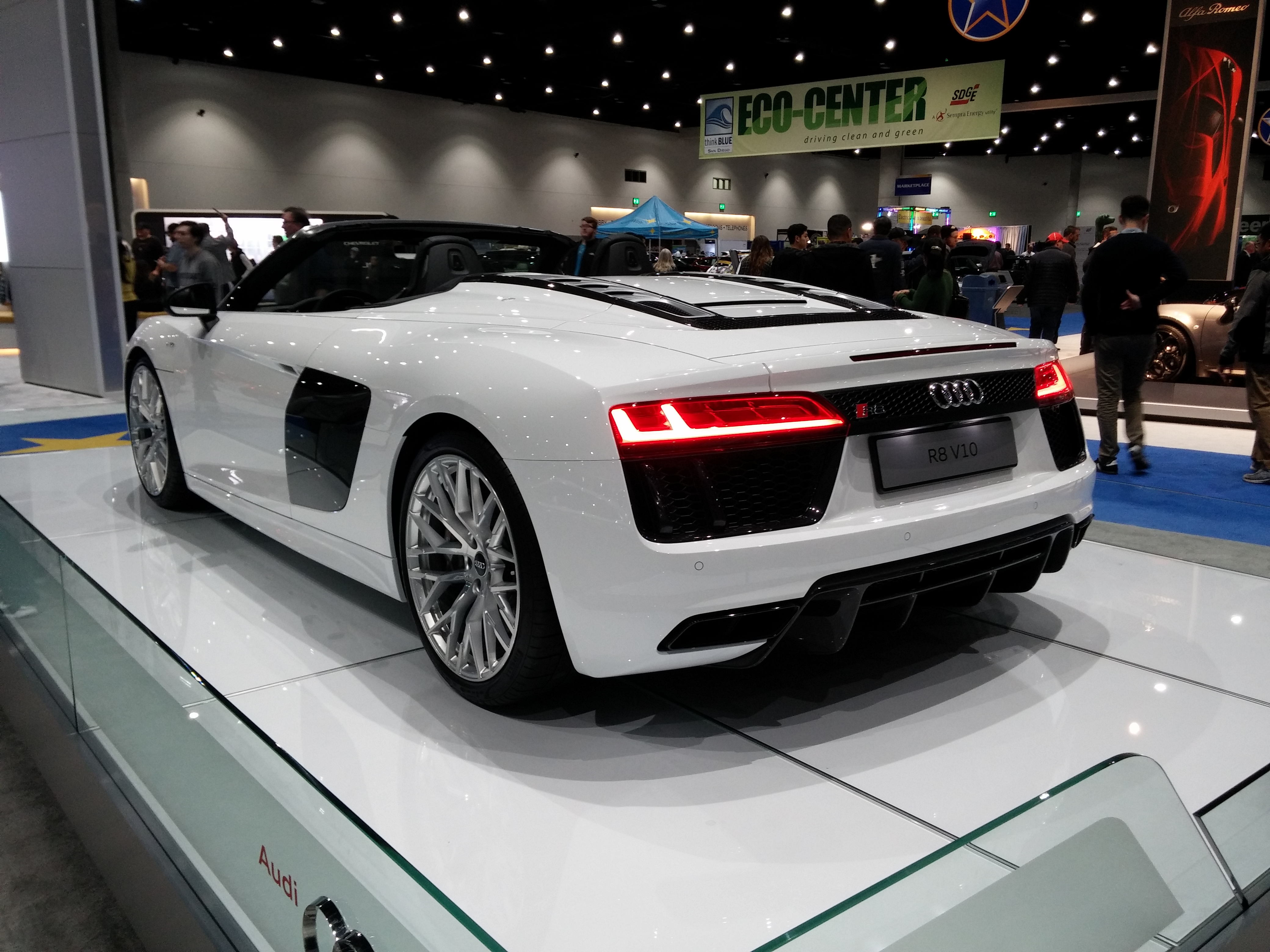
Heckansicht
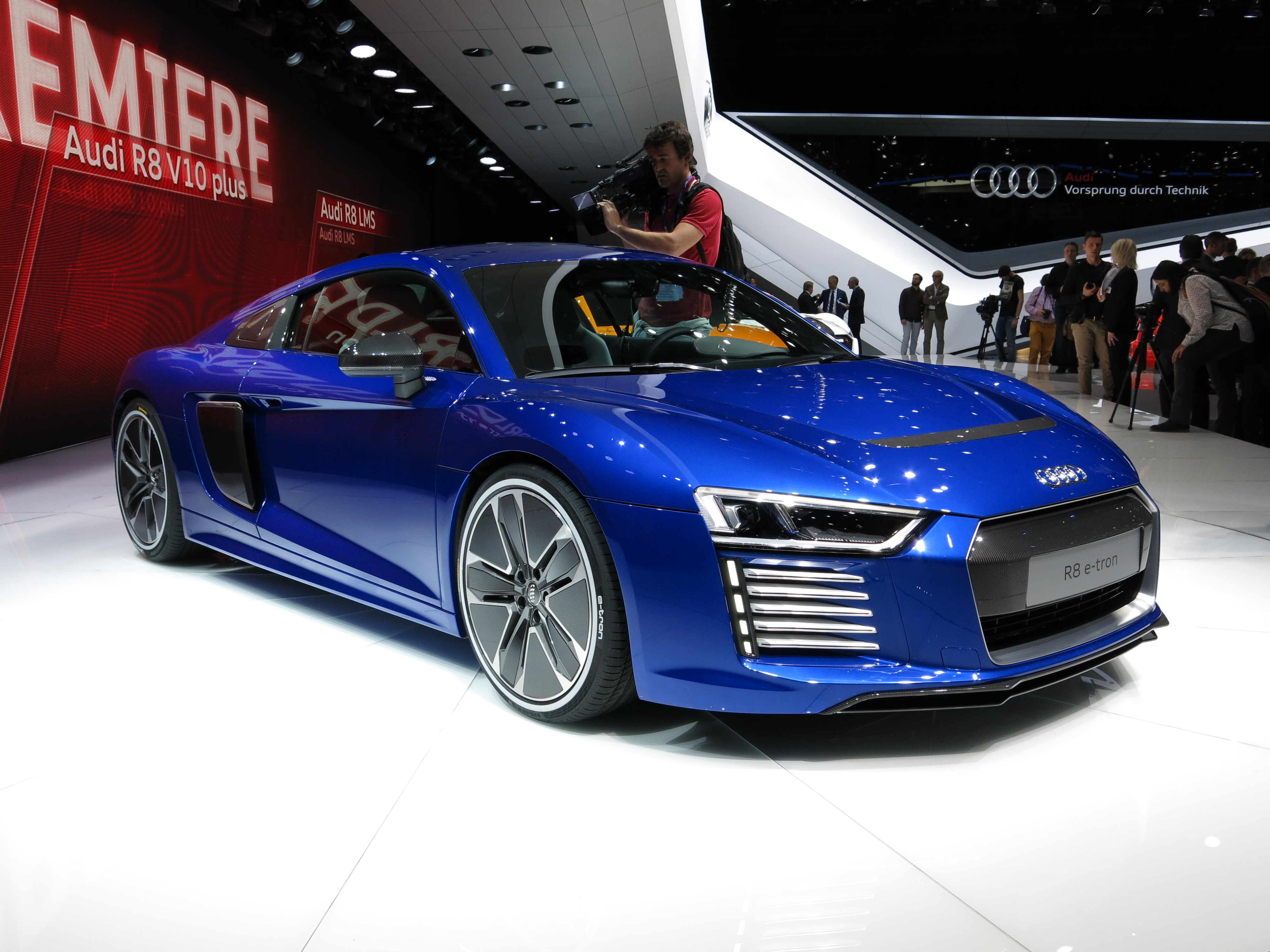
Audi R8 e-tron
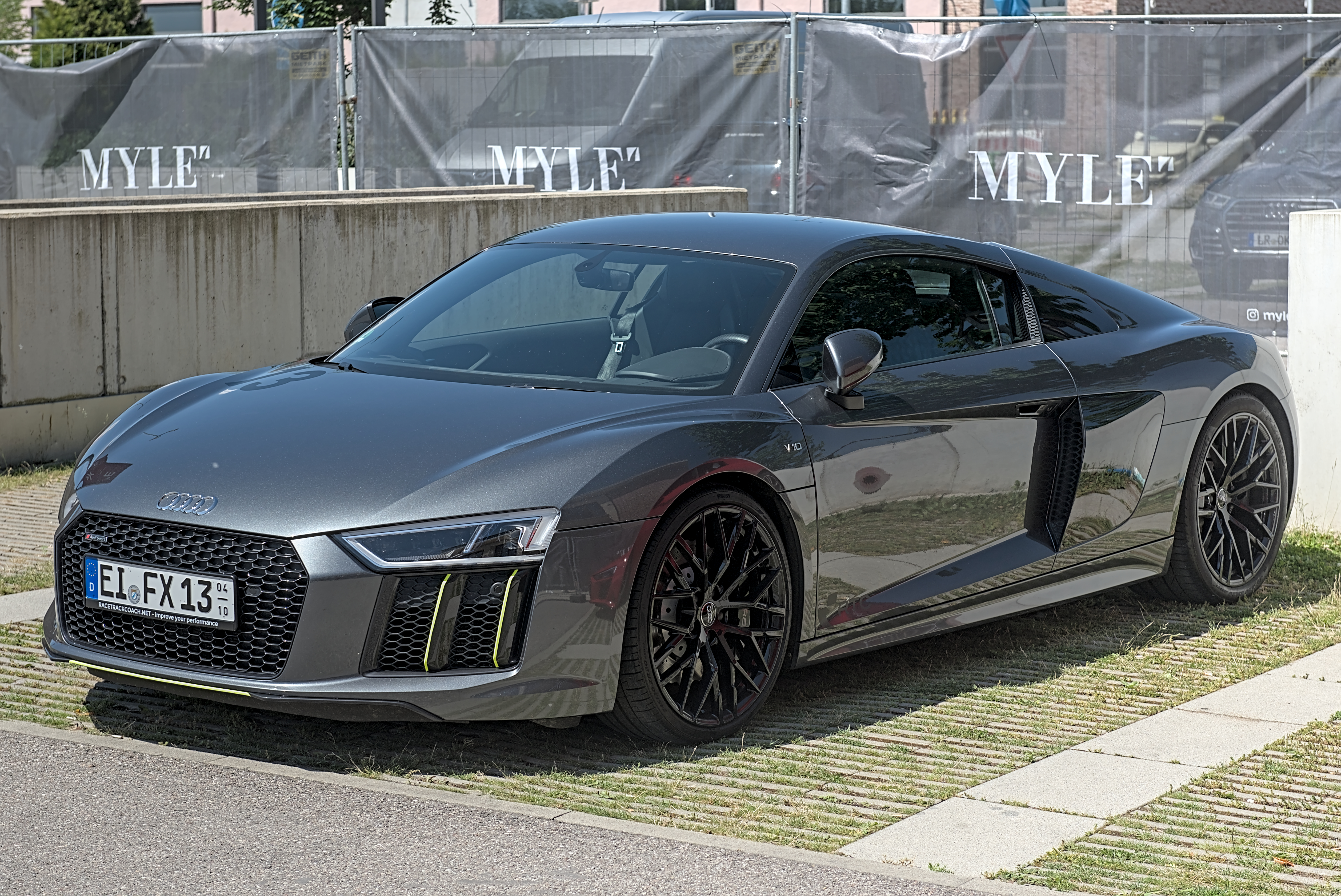
Audi R8 V10 RWS (2017–2018)
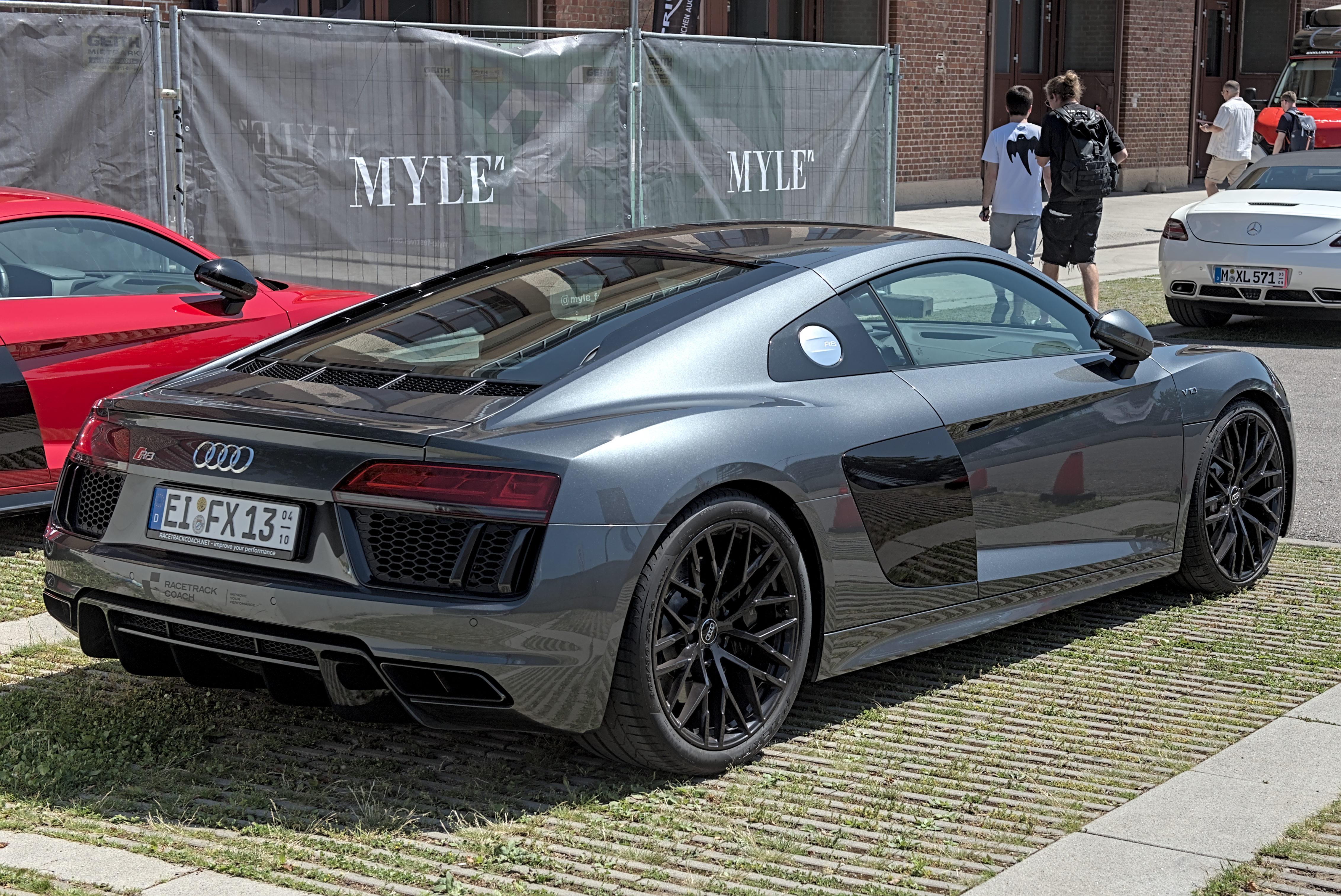
Heckansicht
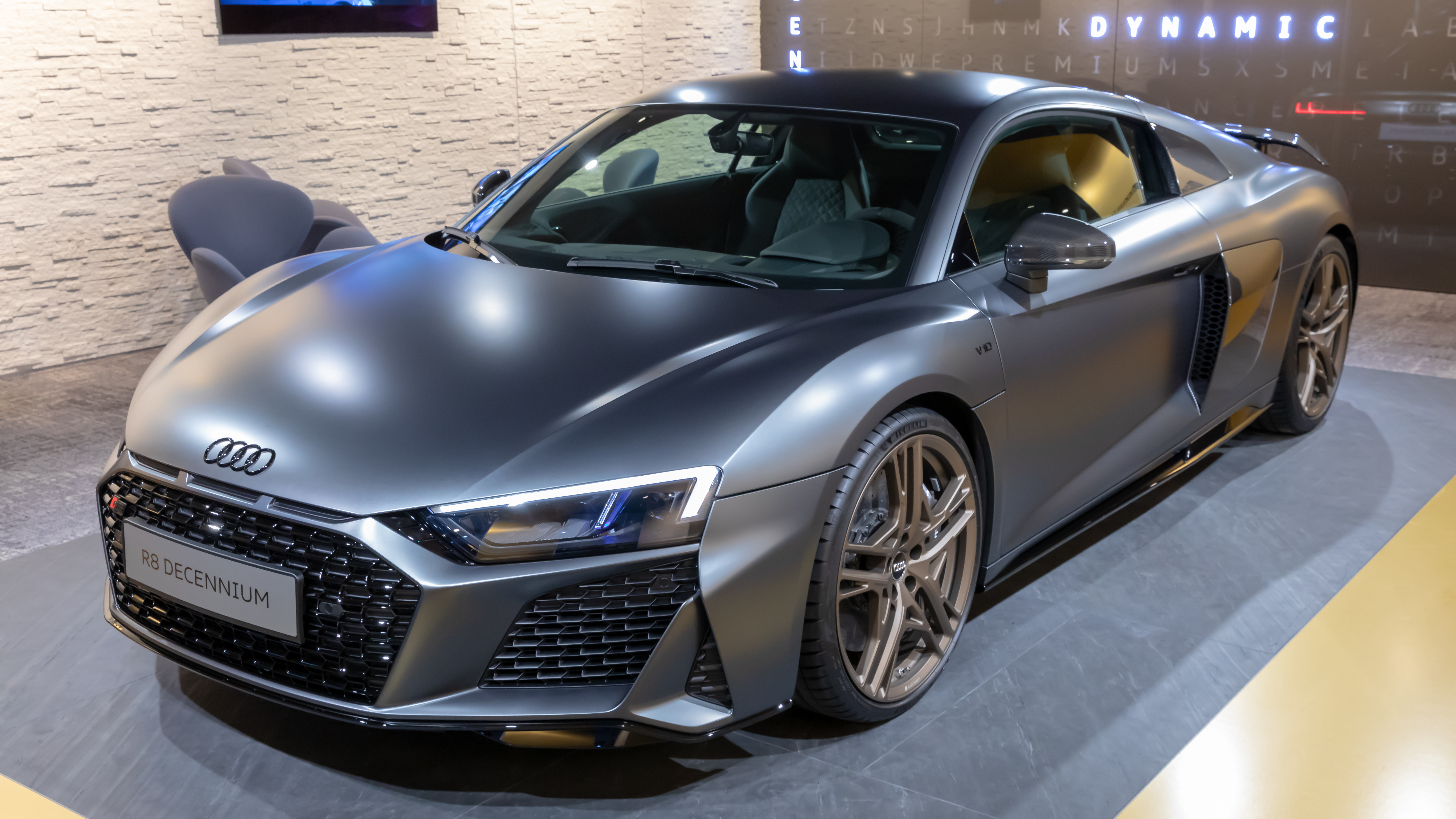
Audi R8 V10 Decennium auf dem Genfer Auto-Salon 2019
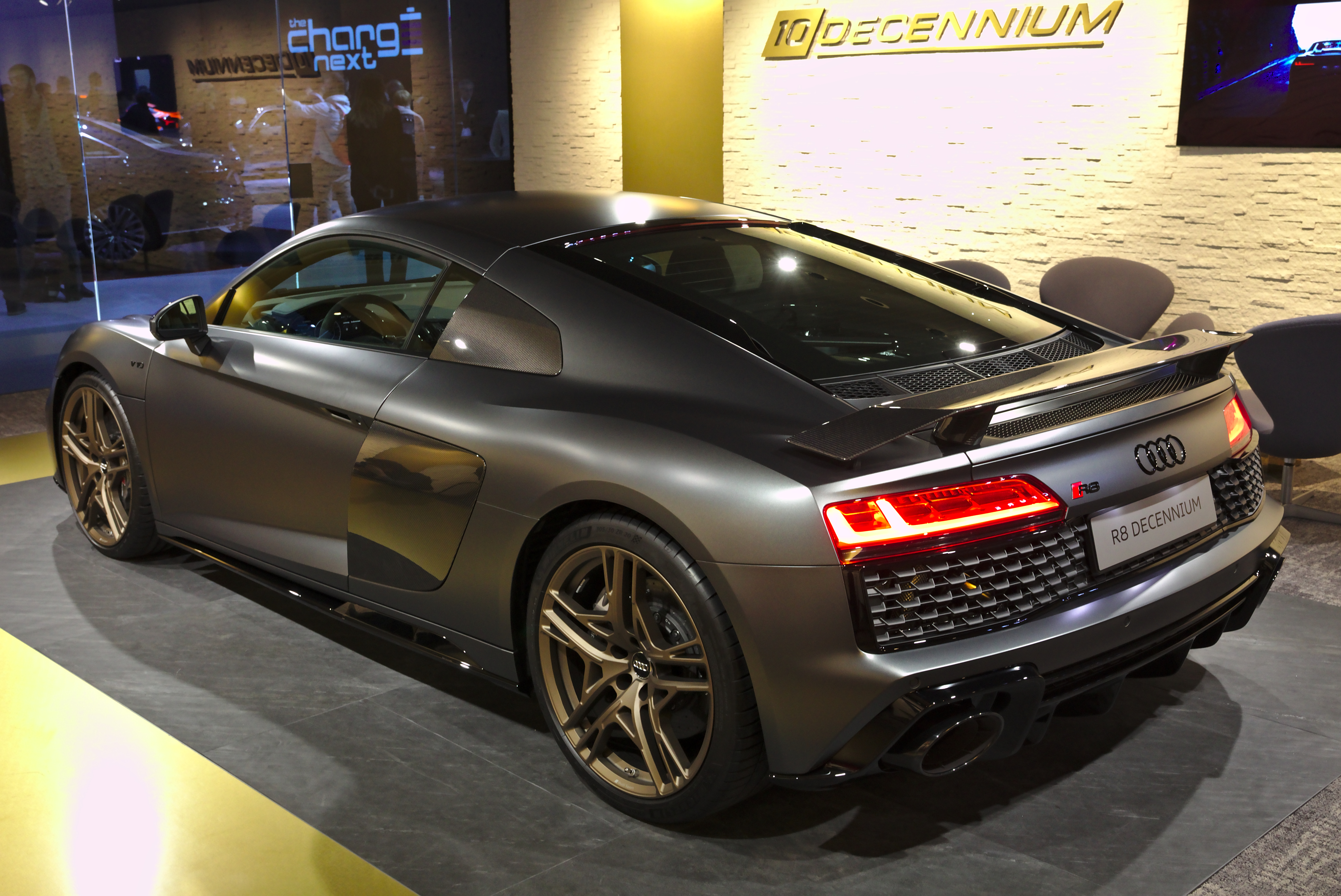
Heckansicht
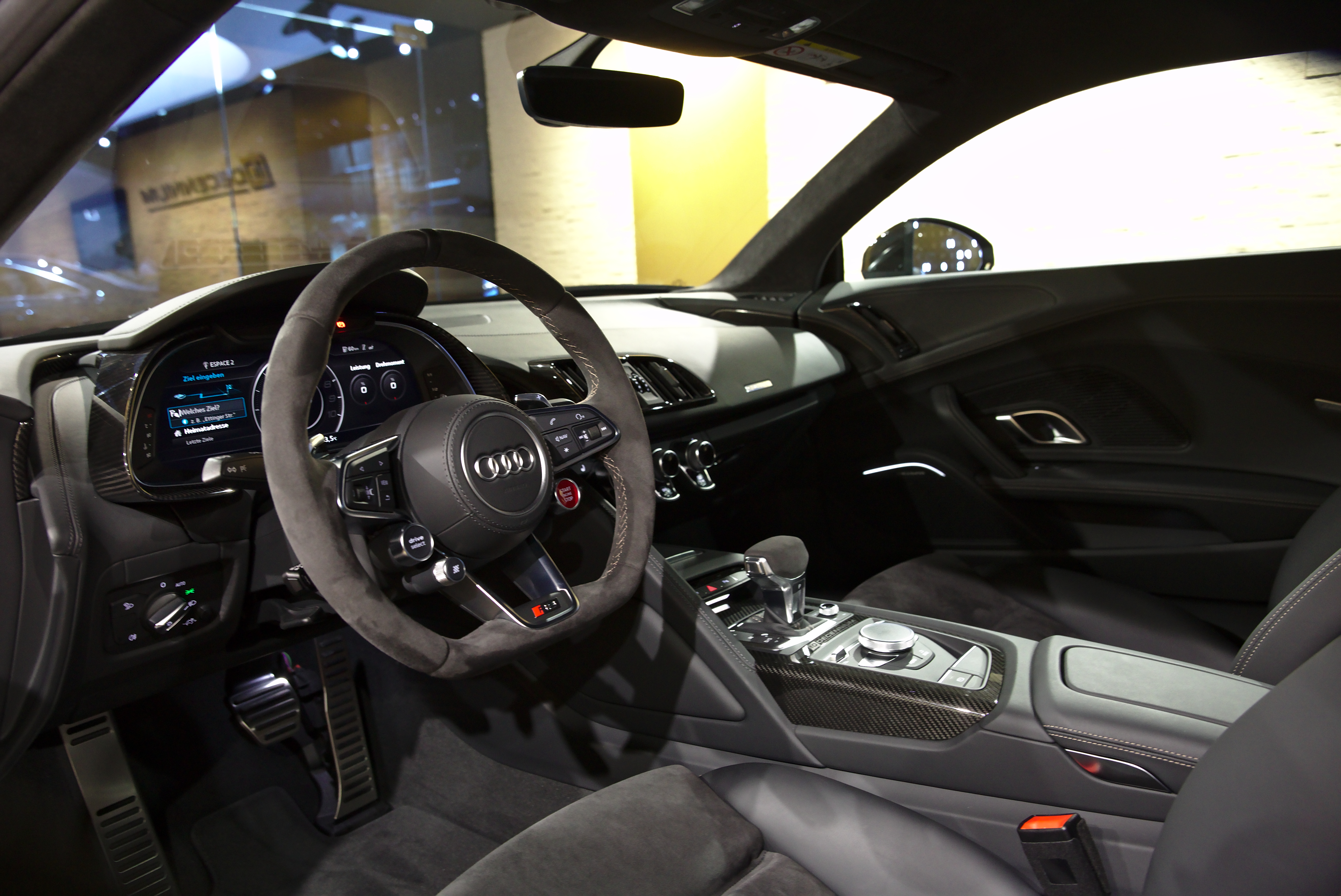
Innenansicht
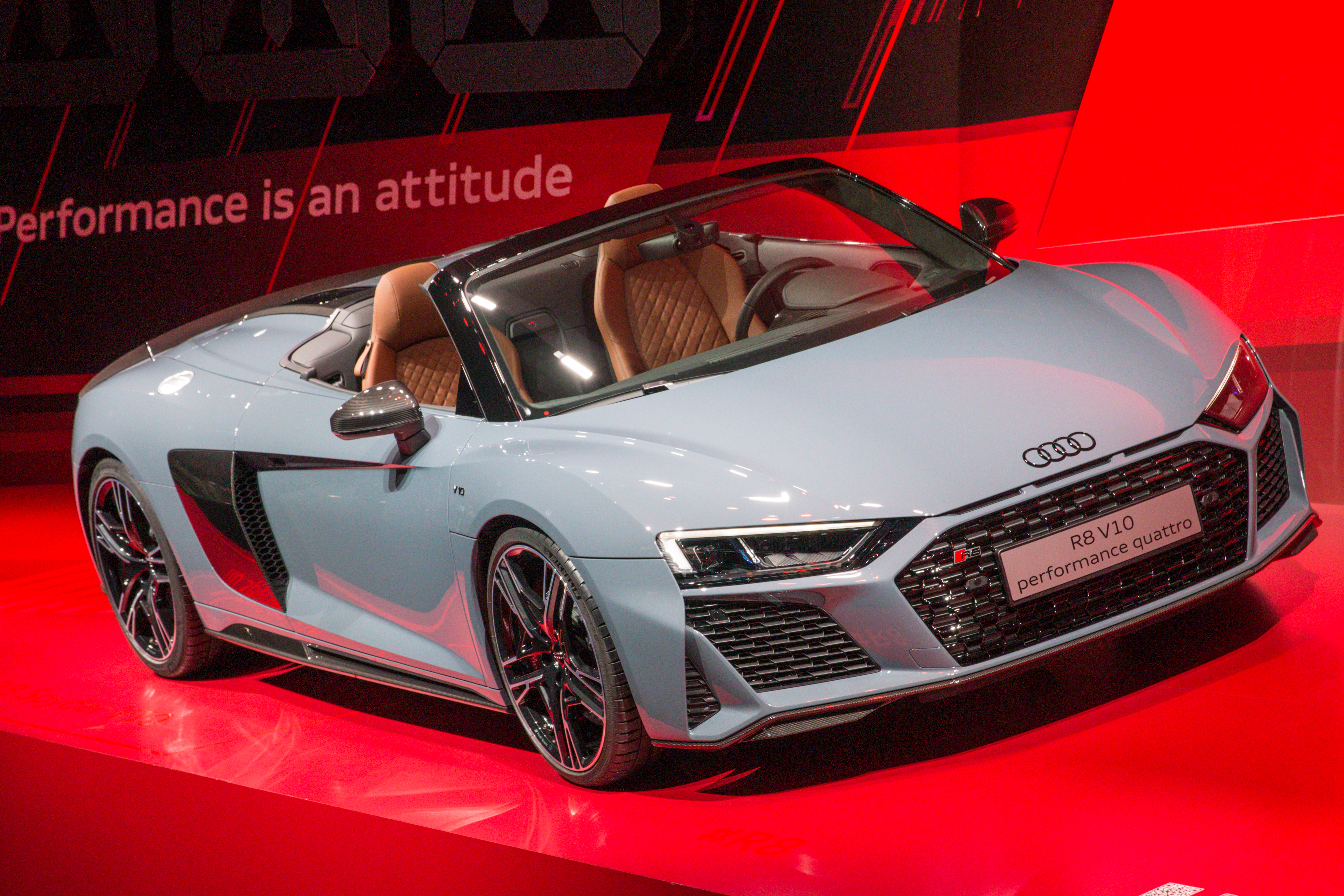
Audi R8 Spyder V10 performance quattro
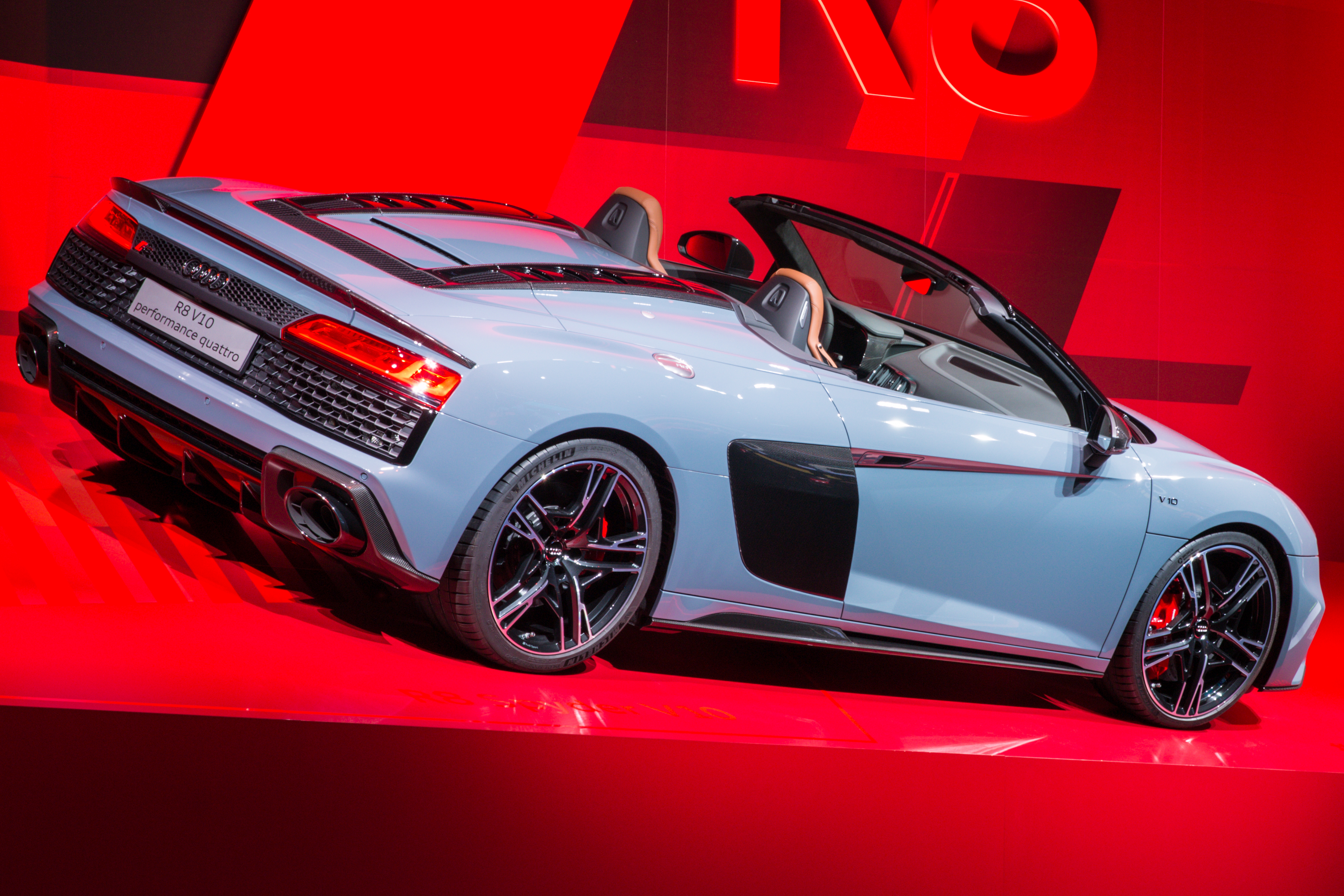
Audi R8 Spyder V10 performance quattro

## Technische Daten

### Vor Facelift
|                                            | V10 RWS                          | V10 RWS Spyder                   | V10                              | V10 Spyder                       | V10 plus                         | V10 plus Spyder                  |
| ------------------------------------------ | -------------------------------- | -------------------------------- | -------------------------------- | -------------------------------- | -------------------------------- | -------------------------------- |
| Bestellzeitraum                            | 09/2017–05/2018                  | 09/2017–05/2018                  | 05/2015–05/2018                  | 07/2016–05/2018                  | 05/2015–05/2018                  | 06/2017–05/2018                  |
| Motorart                                   | Ottomotor                        | Ottomotor                        | Ottomotor                        | Ottomotor                        | Ottomotor                        | Ottomotor                        |
| Motorbauart                                | V-Bauart                         | V-Bauart                         | V-Bauart                         | V-Bauart                         | V-Bauart                         | V-Bauart                         |
| Motoraufladung                             | —                                | —                                | —                                | —                                | —                                | —                                |
| Gemischaufbereitung                        | Saugrohr- und Direkteinspritzung | Saugrohr- und Direkteinspritzung | Saugrohr- und Direkteinspritzung | Saugrohr- und Direkteinspritzung | Saugrohr- und Direkteinspritzung | Saugrohr- und Direkteinspritzung |
| Lastpunktverschiebung                      | Zylinderabschaltung              | Zylinderabschaltung              | Zylinderabschaltung              | Zylinderabschaltung              | Zylinderabschaltung              | Zylinderabschaltung              |
| Zylinder/Ventile                           | 10/40                            | 10/40                            | 10/40                            | 10/40                            | 10/40                            | 10/40                            |
| Hubraum                                    | 5204 cm³                         | 5204 cm³                         | 5204 cm³                         | 5204 cm³                         | 5204 cm³                         | 5204 cm³                         |
| max. Leistung bei min−1                    | 397 kW (540 PS)/7800             | 397 kW (540 PS)/7800             | 397 kW (540 PS)/7800             | 397 kW (540 PS)/7800             | 449 kW (610 PS)/8250             | 449 kW (610 PS)/8250             |
| max. Drehmoment bei min−1                  | 540 Nm/6500                      | 540 Nm/6500                      | 540 Nm/6500                      | 540 Nm/6500                      | 560 Nm/6500                      | 560 Nm/6500                      |
| Antriebsart, serienmäßig                   | Hinterradantrieb                 | Hinterradantrieb                 | Allradantrieb                    | Allradantrieb                    | Allradantrieb                    | Allradantrieb                    |
| Getriebeart, serienmäßig                   | 7-Gang-S-tronic                  | 7-Gang-S-tronic                  | 7-Gang-S-tronic                  | 7-Gang-S-tronic                  | 7-Gang-S-tronic                  | 7-Gang-S-tronic                  |
| Leergewicht                                | 1590 kg                          | 1680 kg                          | 1670 kg                          | 1762 kg                          | 1630 kg                          | 1695 kg                          |
| max. Zuladung                              |                                  |                                  | 300 kg                           | 300 kg                           | 340 kg                           |                                  |
| Beschleunigung, 0–100 km/h                 | 3,7 s                            | 3,8 s                            | 3,5 s                            | 3,6 s                            | 3,2 s                            | 3,3 s                            |
| Höchstgeschwindigkeit                      | 320 km/h                         | 318 km/h                         | 320 km/h                         | 318 km/h                         | 330 km/h                         | 328 km/h                         |
| Kraftstoffverbrauch auf 100 km, kombiniert | 12,4 l Super plus                | 12,6 l Super plus                | 11,4 l Super plus                | 11,7 l Super plus                | 12,3 l Super plus                | 12,5 l Super plus                |
| CO2-Emission, kombiniert                   | 283 g/km                         | 286 g/km                         | 272 g/km                         | 277 g/km                         | 287 g/km                         | 292 g/km                         |
| Abgasnachbehandlung, PM                    | –                                | –                                | –                                | –                                | –                                | –                                |
| Abgasnorm nach EU-Klassifikation           | Euro 6b                          | Euro 6b                          | Euro 6b                          | Euro 6b                          | Euro 6b                          | Euro 6b                          |

### Facelift

#### Hinterradantrieb
|                                            | V10 RWD                          | V10 RWD Spyder                   | V10 RWD                          | V10 RWD Spyder                   | V10 performance RWD              | V10 performance RWD Spyder       | V10 GT RWD                       |
| ------------------------------------------ | -------------------------------- | -------------------------------- | -------------------------------- | -------------------------------- | -------------------------------- | -------------------------------- | -------------------------------- |
| Bestellzeitraum                            | 11/2019–10/2020                  | 11/2019–10/2020                  | 10/2020–07/2021                  | 10/2020–07/2021                  | 10/2021–03/2024                  | 10/2021–10/2023                  | 01/2023–05/2023                  |
| Motorart                                   | Ottomotor                        | Ottomotor                        | Ottomotor                        | Ottomotor                        | Ottomotor                        | Ottomotor                        | Ottomotor                        |
| Motorbauart                                | V-Bauart                         | V-Bauart                         | V-Bauart                         | V-Bauart                         | V-Bauart                         | V-Bauart                         | V-Bauart                         |
| Motoraufladung                             | —                                | —                                | —                                | —                                | —                                | —                                | —                                |
| Gemischaufbereitung                        | Saugrohr- und Direkteinspritzung | Saugrohr- und Direkteinspritzung | Saugrohr- und Direkteinspritzung | Saugrohr- und Direkteinspritzung | Saugrohr- und Direkteinspritzung | Saugrohr- und Direkteinspritzung | Saugrohr- und Direkteinspritzung |
| Lastpunktsverschiebung                     | Zylinderabschaltung              | Zylinderabschaltung              | Zylinderabschaltung              | Zylinderabschaltung              | Zylinderabschaltung              | Zylinderabschaltung              | Zylinderabschaltung              |
| Zylinder/Ventile                           | 10/40                            | 10/40                            | 10/40                            | 10/40                            | 10/40                            | 10/40                            | 10/40                            |
| Hubraum                                    | 5204 cm³                         | 5204 cm³                         | 5204 cm³                         | 5204 cm³                         | 5204 cm³                         | 5204 cm³                         | 5204 cm³                         |
| max. Leistung bei min−1                    | 397 kW (540 PS)/7900             | 397 kW (540 PS)/7900             | 397 kW (540 PS)/7800             | 397 kW (540 PS)/7800             | 419 kW (570 PS)/8000             | 419 kW (570 PS)/8000             | 456 kW (620 PS)/8000             |
| max. Drehmoment bei min−1                  | 540 Nm/6400                      | 540 Nm/6400                      | 540 Nm/6300                      | 540 Nm/6300                      | 550 Nm/6400                      | 550 Nm/6400                      | 565 Nm/6400–7000                 |
| Antriebsart, serienmäßig                   | Hinterradantrieb                 | Hinterradantrieb                 | Hinterradantrieb                 | Hinterradantrieb                 | Hinterradantrieb                 | Hinterradantrieb                 | Hinterradantrieb                 |
| Getriebeart, serienmäßig                   | 7-Gang-S-tronic                  | 7-Gang-S-tronic                  | 7-Gang-S-tronic                  | 7-Gang-S-tronic                  | 7-Gang-S-tronic                  | 7-Gang-S-tronic                  | 7-Gang-S-tronic                  |
| Leergewicht                                | 1595 kg                          | 1695 kg                          | 1660 kg                          | 1760 kg                          | 1590 kg                          | 1695 kg                          | 1570 kg                          |
| max. Zuladung                              | 235 kg                           | 235 kg                           | 235 kg                           | 235 kg                           | 230 kg                           | 245 kg                           |                                  |
| Beschleunigung, 0–100 km/h                 | 3,7 s                            | 3,8 s                            | 3,7 s                            | 3,8 s                            | 3,7 s                            | 3,8 s                            | 3,4 s                            |
| Höchstgeschwindigkeit                      | 320 km/h                         | 318 km/h                         | 324 km/h                         | 322 km/h                         | 329 km/h                         | 327 km/h                         | 320 km/h                         |
| Kraftstoffverbrauch auf 100 km, kombiniert | 12,9 l Super plus                | 13,1 l Super plus                | 12,7–13,2 l Super plus           | 13,5–13,8 l Super plus           | 12,9 l Super plus                | 13,0 l Super plus                | 14,9–15,0 l Super plus           |
| CO2-Emission, kombiniert                   | 293–294 g/km                     | 298–299 g/km                     | 288–301 g/km                     | 307–313 g/km                     | 295 g/km                         | 298 g/km                         | 339–341 g/km                     |
| Abgasnachbehandlung, PM                    | Ottopartikelfilter               | Ottopartikelfilter               | Ottopartikelfilter               | Ottopartikelfilter               | Ottopartikelfilter               | Ottopartikelfilter               | Ottopartikelfilter               |
| Abgasnorm nach EU-Klassifikation           | Euro 6d-TEMP-EVAP-ISC            | Euro 6d-TEMP-EVAP-ISC            | Euro 6d-ISC-FCM                  | Euro 6d-ISC-FCM                  | Euro 6d-ISC-FCM                  | Euro 6d-ISC-FCM                  | Euro 6d-ISC-FCM                  |

#### Allradantrieb
|                                            | V10                              | V10 Spyder                       | V10                              | V10 Spyder                       | V10 performance                  | V10 performance Spyder           | V10 performance quattro          | V10 performance quattro Spyder   |
| ------------------------------------------ | -------------------------------- | -------------------------------- | -------------------------------- | -------------------------------- | -------------------------------- | -------------------------------- | -------------------------------- | -------------------------------- |
| Bestellzeitraum                            | 02/2019–10/2020                  | 02/2019–10/2020                  | 10/2020–07/2021                  | 10/2020–07/2021                  | 02/2019–10/2020                  | 02/2019–10/2020                  | 10/2020–03/2024                  | 10/2020–10/2023                  |
| Motorart                                   | Ottomotor                        | Ottomotor                        | Ottomotor                        | Ottomotor                        | Ottomotor                        | Ottomotor                        | Ottomotor                        | Ottomotor                        |
| Motorbauart                                | V-Bauart                         | V-Bauart                         | V-Bauart                         | V-Bauart                         | V-Bauart                         | V-Bauart                         | V-Bauart                         | V-Bauart                         |
| Motoraufladung                             | —                                | —                                | —                                | —                                | —                                | —                                | —                                | —                                |
| Gemischaufbereitung                        | Saugrohr- und Direkteinspritzung | Saugrohr- und Direkteinspritzung | Saugrohr- und Direkteinspritzung | Saugrohr- und Direkteinspritzung | Saugrohr- und Direkteinspritzung | Saugrohr- und Direkteinspritzung | Saugrohr- und Direkteinspritzung | Saugrohr- und Direkteinspritzung |
| Lastpunktsverschiebung                     | Zylinderabschaltung              | Zylinderabschaltung              | Zylinderabschaltung              | Zylinderabschaltung              | Zylinderabschaltung              | Zylinderabschaltung              | Zylinderabschaltung              | Zylinderabschaltung              |
| Zylinder/Ventile                           | 10/40                            | 10/40                            | 10/40                            | 10/40                            | 10/40                            | 10/40                            | 10/40                            | 10/40                            |
| Hubraum                                    | 5204 cm³                         | 5204 cm³                         | 5204 cm³                         | 5204 cm³                         | 5204 cm³                         | 5204 cm³                         | 5204 cm³                         | 5204 cm³                         |
| max. Leistung bei min−1                    | 419 kW (570 PS)/8100             | 419 kW (570 PS)/8100             | 419 kW (570 PS)/8100             | 419 kW (570 PS)/8100             | 456 kW (620 PS)/8000             | 456 kW (620 PS)/8000             | 456 kW (620 PS)/8000             | 456 kW (620 PS)/8000             |
| max. Drehmoment bei min−1                  | 560 Nm/6300                      | 560 Nm/6300                      | 550 Nm/6400                      | 560 Nm/6300                      | 580 Nm/6600                      | 580 Nm/6600                      | 580 Nm/6600                      | 580 Nm/6600                      |
| Antriebsart, serienmäßig                   | Allradantrieb                    | Allradantrieb                    | Allradantrieb                    | Allradantrieb                    | Allradantrieb                    | Allradantrieb                    | Allradantrieb                    | Allradantrieb                    |
| Getriebeart, serienmäßig                   | 7-Gang-S-tronic                  | 7-Gang-S-tronic                  | 7-Gang-S-tronic                  | 7-Gang-S-tronic                  | 7-Gang-S-tronic                  | 7-Gang-S-tronic                  | 7-Gang-S-tronic                  | 7-Gang-S-tronic                  |
| Leergewicht                                | 1735 kg                          | 1825 kg                          | 1735 kg                          | 1825 kg                          | 1670 kg                          | 1770 kg                          | 1670 kg                          | 1770 kg                          |
| max. Zuladung                              | 225 kg                           | 225 kg                           | 225 kg                           | 225 kg                           | 245 kg                           | 245 kg                           | 245 kg                           | 245 kg                           |
| Beschleunigung, 0–100 km/h                 | 3,4 s                            | 3,5 s                            | 3,4 s                            | 3,5 s                            | 3,1 s                            | 3,2 s                            | 3,1 s                            | 3,2 s                            |
| Höchstgeschwindigkeit                      | 324 km/h                         | 322 km/h                         | 324 km/h                         | 322 km/h                         | 331 km/h                         | 329 km/h                         | 331 km/h                         | 329 km/h                         |
| Kraftstoffverbrauch auf 100 km, kombiniert | 13,1–13,3 l Super plus           | 13,3–13,5 l Super plus           | 12,9–13,1 l Super plus           | 13,7 l Super plus                | 13,1 l Super plus                | 13,3–13,5 l Super plus           | 12,9–13,1 l Super plus           | 13,8–13,9 l Super plus           |
| CO2-Emission, kombiniert                   | 296–302 g/km                     | 300–305 g/km                     | 293–298 g/km                     | 312 g/km                         | 297–298 g/km                     | 301–306 g/km                     | 293–297 g/km                     | 313–316 g/km                     |
| Abgasnachbehandlung, PM                    | Ottopartikelfilter               | Ottopartikelfilter               | Ottopartikelfilter               | Ottopartikelfilter               | Ottopartikelfilter               | Ottopartikelfilter               | Ottopartikelfilter               | Ottopartikelfilter               |
| Abgasnorm nach EU-Klassifikation           | Euro 6d-TEMP-EVAP-ISC            | Euro 6d-TEMP-EVAP-ISC            | Euro 6d-ISC-FCM                  | Euro 6d-ISC-FCM                  | Euro 6d-TEMP-EVAP-ISC            | Euro 6d-TEMP-EVAP-ISC            | Euro 6d-ISC-FCM                  | Euro 6d-ISC-FCM                  |